# Wirtelstraße (Düren)

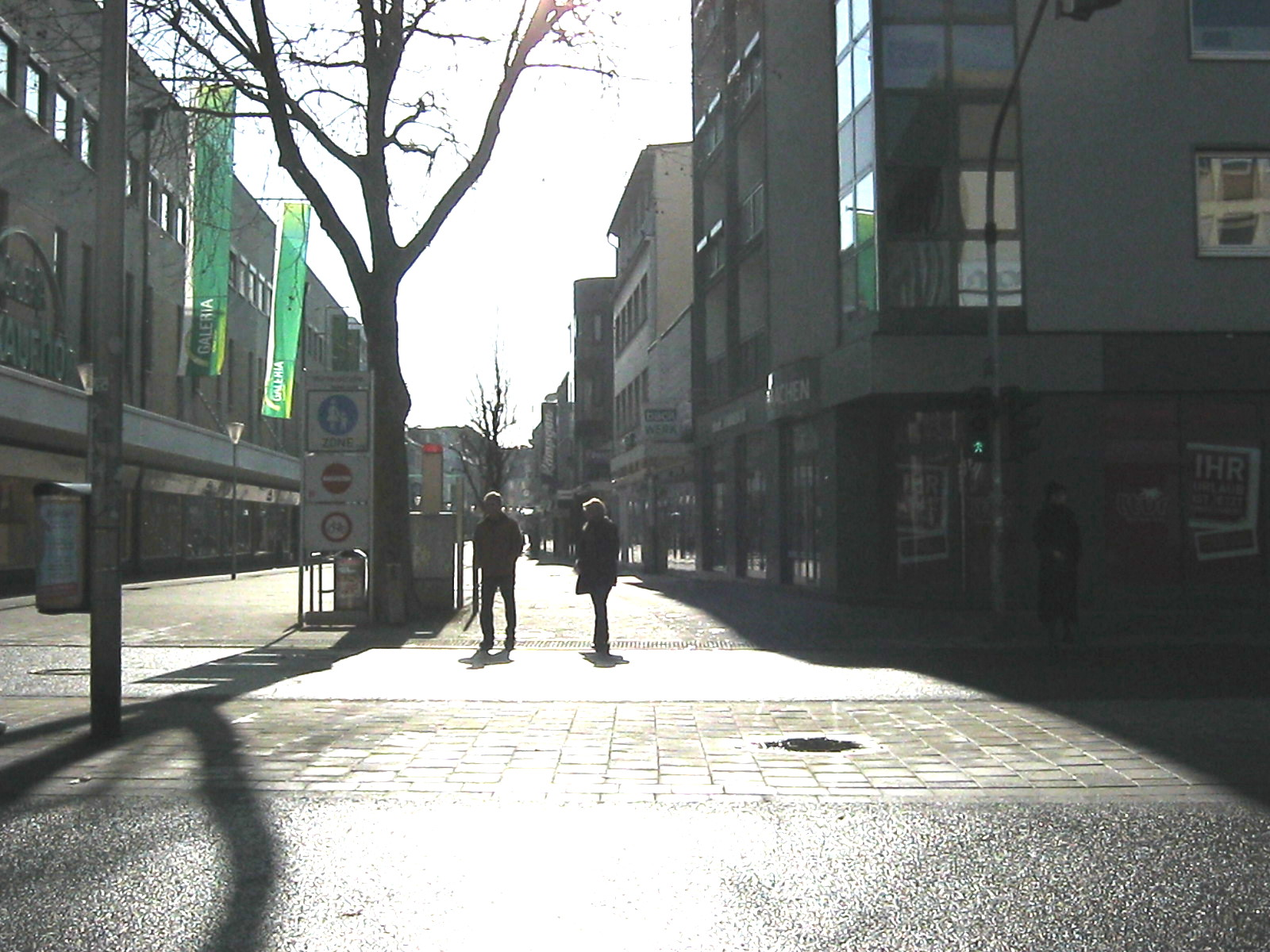
Die Wirtelstraße vom Wirteltorplatz aus gesehen

Die Wirtelstraße in der Kreisstadt Düren (Nordrhein-Westfalen) ist eine alte Innerortsstraße.
Die Straße verbindet die Kölnstraße mit der Schenkelstraße und dem Wirteltorplatz. Die Wirtelstraße ist als Fußgängerzone ausgebaut. Sie ist die Haupteinkaufsstraße der Stadt. Am Ende der Wirtelstraße, am Wirteltorplatz, stand früher das Wirteltor, welches zur Dürener Stadtbefestigung gehörte. In der Wirtelstraße steht der Brunnen mit den Figuren der Dürener Originale.

## Geschichte
In älterer Zeit wechselten zwei Namen für diese Straße, einerseits Weilerstraße (Wilrestraße), weil von dort der Weg nach Arnoldsweiler ging, und andererseits Wirtelstraße (Wirdilstraße). Sie wurde im Jahre 1340 erstmals genannt.
Wenzel Hollar nennt das Stadttor in seinem Stadtplan von 1634 „Weilerpfort“. Das Tor wurde 1834 abgebrochen. Die Straße war früher wenig bebaut und hatte einen landwirtschaftlichen Charakter. Die Straße wurde belebter, als die Tuchfabrik von Philipp Schoeller, später Leopold Schoeller Söhne, vom Markt nach dort verlegt wurde.